# Nati nel 1966/Luglio
| Questa pagina contiene informazioni ricavate automaticamente dalle voci biografiche con l'ausilio del template Bio e di un bot. L'aggiornamento è periodico e automatico e ricostruisce completamente la pagina. Se manca una persona in questa lista, sei pregato di non aggiungerla, ma accertati piuttosto che la sua voce biografica contenga il template Bio e che i dati anagrafici siano correttamente compilati. Se il template Bio manca, inseriscilo tu stesso o, in alternativa, metti l'avviso {{tmp\|Bio}} che ne segnala la mancanza. Se i dati riportati sono sbagliati, correggi direttamente la voce biografica; le modifiche saranno visibili in questa lista entro pochi giorni. Per chiarimenti vedi il progetto biografie. La lista contiene solo le 315 persone che sono citate nell'enciclopedia e per le quali è stato implementato correttamente il template Bio. Pagina aggiornata al 18 ago 2025. |

- 1º luglio - Ola Andersson, ex calciatore, allenatore di calcio e dirigente sportivo svedese
- 1º luglio - Stéphan Caron, ex nuotatore francese
- 1º luglio - Frank De Bleeckere, ex arbitro di calcio belga
- 1º luglio - Zita-Eva Funkenhauser, ex schermitrice tedesca
- 1º luglio - Patrick McEnroe, ex tennista statunitense
- 1º luglio - Samir Rifa'i, politico giordano
- 1º luglio - Rómer Roca, ex calciatore boliviano
- 2 luglio - José María Alarcón, ex cestista spagnolo
- 2 luglio - Peter De Clercq, ex ciclista su strada belga
- 2 luglio - Joël Despaigne, allenatore di pallavolo, ex pallavolista e ex giocatore di beach volley cubano
- 2 luglio - Rod Mason, ex cestista statunitense
- 2 luglio - Fabrizio Piscitelli, criminale italiano († 2019)
- 2 luglio - Jean-François Richet, regista e sceneggiatore francese
- 2 luglio - Kōstas Tsiaras, politico greco
- 3 luglio - Hélène Barbier, ex sciatrice alpina francese
- 3 luglio - Frank Greiner, allenatore di calcio e ex calciatore tedesco
- 3 luglio - Myriam Henningsen, ex cestista spagnola
- 3 luglio - Neil O'Donnell, ex giocatore di football americano statunitense
- 3 luglio - Pablo Domínguez Prieto, presbitero, filosofo e teologo spagnolo († 2009)
- 4 luglio - Alessio Boni, attore italiano
- 4 luglio - Adrian Caldwell, ex cestista statunitense
- 4 luglio - Massimiliano Canzi, allenatore di calcio italiano
- 4 luglio - Mīnas Chatzidīs, ex calciatore tedesco
- 4 luglio - Massimo Cumbo, ex arbitro di calcio a 5 italiano
- 4 luglio - Alessandro Di Carlo, attore italiano
- 4 luglio - Mónica Fernández Balboa, politica messicana
- 4 luglio - Corrado Fumagalli, ex cestista italiano
- 4 luglio - Oren Moverman, sceneggiatore, regista e produttore cinematografico israeliano
- 4 luglio - Orio Scaduto, attore italiano
- 4 luglio - John Scales, ex calciatore inglese
- 4 luglio - Rosalia de Souza, cantante brasiliana
- 5 luglio - Gus Bradley, allenatore di football americano statunitense
- 5 luglio - Paolo Di Orazio, scrittore, fumettista e batterista italiano
- 5 luglio - Laurence Ferrari, giornalista e conduttrice televisiva francese
- 5 luglio - Greg Grossmann, ex sciatore alpino canadese
- 5 luglio - Charles Herman-Wurmfeld, regista, attore e produttore cinematografico statunitense
- 5 luglio - Jim Himes, politico statunitense
- 5 luglio - António de Oliveira Caetano, allenatore di calcio e ex calciatore portoghese
- 5 luglio - Giacomo Valenti, conduttore radiofonico, telecronista sportivo e opinionista italiano
- 5 luglio - Claudia Wells, attrice statunitense
- 5 luglio - Gianfranco Zola, dirigente sportivo, allenatore di calcio e ex calciatore italiano
- 6 luglio - Claudia Alverà, giocatrice di curling italiana
- 6 luglio - Diamond Jackson, attrice pornografica statunitense
- 6 luglio - Anthony Karl Gregory, ex calciatore islandese
- 6 luglio - Brian Posehn, attore, doppiatore e sceneggiatore statunitense
- 6 luglio - Antonio Spadaro, gesuita, giornalista e teologo italiano
- 6 luglio - Fantastic Plastic Machine, musicista, disc jockey e produttore discografico giapponese
- 6 luglio - Leroy Watson, ex arciere britannico
- 7 luglio - Eszter Balint, cantante, violinista e attrice statunitense
- 7 luglio - Damià Díaz, artista spagnolo
- 7 luglio - Henk Fraser, allenatore di calcio e ex calciatore olandese
- 7 luglio - Jim Gaffigan, comico e attore statunitense
- 7 luglio - Tom Garrick, ex cestista e allenatore di pallacanestro statunitense
- 7 luglio - Paolo Giordano, giornalista italiano
- 7 luglio - Željana Listes, ex cestista jugoslava
- 7 luglio - Miško Mirković, ex calciatore jugoslavo
- 7 luglio - Mario Vattani, diplomatico e scrittore italiano
- 8 luglio - Daniele Bruschi, ex ciclista su strada e mountain biker italiano
- 8 luglio - Ian Davenport, pittore britannico
- 8 luglio - Suzanne Krull, attrice statunitense († 2013)
- 8 luglio - Walter Molea, ex canottiere italiano
- 8 luglio - Dave Pasin, ex hockeista su ghiaccio canadese
- 8 luglio - Emanuele Vaccari, velista italiano
- 8 luglio - Renato Živković, ex pallanuotista e allenatore di pallanuoto croato
- 9 luglio - Pamela Adlon, attrice, doppiatrice e sceneggiatrice statunitense
- 9 luglio - Pierangelo Avanzi, ex calciatore italiano
- 9 luglio - Pauline Davis-Thompson, ex velocista bahamense
- 9 luglio - Michele Di Lella, militare italiano
- 9 luglio - Carlo Frisi, comico, imitatore e cabarettista italiano
- 9 luglio - Marco Antonio González, pallanuotista spagnolo
- 9 luglio - Roberto Lorenzini, dirigente sportivo, allenatore di calcio e ex calciatore italiano
- 9 luglio - Eric Melvin, chitarrista statunitense
- 9 luglio - Paul Neu, wrestler statunitense
- 9 luglio - Amélie Nothomb, scrittrice belga
- 9 luglio - Kokos Panagī, ex calciatore cipriota
- 9 luglio - Salvatore Sincere, wrestler statunitense
- 9 luglio - Zoran Terzić, allenatore di pallavolo e ex pallavolista serbo
- 10 luglio - Enrico Annoni, allenatore di calcio e ex calciatore italiano
- 10 luglio - Hiroki Azuma, allenatore di calcio e ex calciatore giapponese
- 10 luglio - Gina Bellman, attrice neozelandese
- 10 luglio - Andrea Betzner, ex tennista tedesca
- 10 luglio - Emma Fielding, attrice britannica
- 10 luglio - Johnny Grunge, wrestler statunitense († 2006)
- 10 luglio - A. O. Scott, giornalista statunitense
- 10 luglio - Robert Sibley, ex cestista australiano
- 10 luglio - Amy Yip, modella cinese
- 10 luglio - Félix Álvarez, ex calciatore andorrano
- 11 luglio - Nadeem Aslam, scrittore pakistano
- 11 luglio - Mariantonia Avati, regista italiana
- 11 luglio - Saïd Ben Saïd, produttore cinematografico tunisino
- 11 luglio - Philip Bond, fumettista britannico
- 11 luglio - Cheb Mami, cantante algerino
- 11 luglio - Jay Clayton, avvocato statunitense
- 11 luglio - Debbe Dunning, attrice statunitense
- 11 luglio - Hideo Furukawa, scrittore giapponese
- 11 luglio - Greg Grunberg, attore statunitense
- 11 luglio - Johnny Hansen, ex calciatore danese
- 11 luglio - Elina Löwensohn, attrice romena
- 11 luglio - Kentarō Miura, fumettista giapponese († 2021)
- 11 luglio - Manuela Moreno, giornalista e conduttrice televisiva italiana
- 11 luglio - Quirico Semeraro, imprenditore e dirigente sportivo italiano
- 11 luglio - Rod Strickland, ex cestista, allenatore di pallacanestro e dirigente sportivo statunitense
- 11 luglio - Ricky Warwick, cantante e chitarrista britannico
- 12 luglio - Annabel Croft, ex tennista e conduttrice televisiva britannica
- 12 luglio - Luigi Dall'Igna, manager e ingegnere italiano
- 12 luglio - Samuel Ekeme, ex calciatore camerunese
- 12 luglio - Tamsin Greig, attrice britannica
- 12 luglio - Slavko Ištvanić, ex calciatore croato
- 12 luglio - Christophe Manin, ex ciclista su strada francese
- 12 luglio - Alejandro Menéndez, allenatore di calcio spagnolo
- 12 luglio - Taiji, bassista giapponese († 2011)
- 12 luglio - Luciana Souza, cantante brasiliana
- 12 luglio - Julie Sweet, dirigente d'azienda e avvocata statunitense
- 12 luglio - Ana Torrent, attrice spagnola
- 12 luglio - Claudia Zonghetti, traduttrice italiana
- 12 luglio - Ingrid van Engelshoven, politica olandese
- 13 luglio - Federico Bricolo, politico italiano
- 13 luglio - David X. Cohen, sceneggiatore e produttore televisivo statunitense
- 13 luglio - Giorgio Dimatore, ex cestista italiano
- 13 luglio - Hidemi Ishikawa, cantante, modella e showgirl giapponese
- 13 luglio - Mariama Kamaka, ex cestista senegalese
- 13 luglio - Hendrik Leatemia, allenatore di calcio, ex calciatore e ex giocatore di calcio a 5 olandese
- 13 luglio - Gerald Levert, cantautore e produttore discografico statunitense († 2006)
- 13 luglio - Papa Dee, cantante svedese
- 13 luglio - Carl Zimmer, scrittore e divulgatore scientifico statunitense
- 14 luglio - Julija Antipova, ex slittinista sovietica
- 14 luglio - Günter Bittengel, allenatore di calcio e ex calciatore ceco
- 14 luglio - Owen Coyle, allenatore di calcio e ex calciatore scozzese
- 14 luglio - Tanya Donelly, cantautrice e chitarrista statunitense
- 14 luglio - Ted Eck, ex calciatore e allenatore di calcio statunitense
- 14 luglio - Essam El-Gindy, scacchista egiziano
- 14 luglio - Heine Fernandez, ex calciatore danese
- 14 luglio - Matthew Fox, attore statunitense
- 14 luglio - Andrea Magi, ex pugile italiano
- 14 luglio - Michail Marchel', allenatore di calcio e ex calciatore bielorusso
- 14 luglio - Stefano Massaron, scrittore italiano
- 14 luglio - Ellen Reid, cantante e tastierista canadese
- 14 luglio - Brian Selznick, illustratore e scrittore statunitense
- 14 luglio - Fabiano Vandone, ex pilota automobilistico e giornalista italiano
- 14 luglio - Ralf Waldmann, pilota motociclistico tedesco († 2018)
- 15 luglio - Claudio Alcívar, ex calciatore ecuadoriano
- 15 luglio - Mario Avagliano, storico e saggista italiano
- 15 luglio - Jason Bonham, batterista britannico
- 15 luglio - Amanda Foreman, attrice statunitense
- 15 luglio - Gary Glasberg, scrittore e produttore televisivo statunitense († 2016)
- 15 luglio - Irène Jacob, attrice francese
- 15 luglio - Martin Ling, allenatore di calcio e ex calciatore inglese
- 15 luglio - Dan Lipinski, politico statunitense
- 15 luglio - Petăr Mihtarski, allenatore di calcio e ex calciatore bulgaro
- 15 luglio - Masatoshi Nagase, attore e doppiatore giapponese
- 15 luglio - Kristoff St. John, attore statunitense († 2019)
- 16 luglio - Massimo Dagioni, allenatore di pallavolo italiano
- 16 luglio - Scott Derrickson, regista, sceneggiatore e produttore cinematografico statunitense
- 16 luglio - Natallja Duchnova, ex mezzofondista bielorussa
- 16 luglio - Fabrizio Gifuni, attore e regista teatrale italiano
- 16 luglio - Mike Horn, esploratore e copilota di rally sudafricano
- 16 luglio - Hwang Hye-young, ex giocatrice di badminton sudcoreana
- 16 luglio - Jyrki Lumme, ex hockeista su ghiaccio finlandese
- 16 luglio - Ana Redondo, giurista e politica spagnola
- 16 luglio - Cristina Rinaldi, attrice e conduttrice televisiva italiana
- 16 luglio - Ross Spano, politico statunitense
- 17 luglio - Vitali Alxasov, ex calciatore azero
- 17 luglio - Lou Barlow, cantautore statunitense
- 17 luglio - Riccardo Favero, direttore d'orchestra, clavicembalista e organista italiano
- 17 luglio - Nemesio Oseguera Cervantes, criminale messicano
- 17 luglio - Frédéric Protat, pilota motociclistico francese
- 17 luglio - Marco Vaccari, ex velocista italiano
- 17 luglio - Zhiying Zeng, tennistavolista cinese
- 18 luglio - Lori Alan, attrice e doppiatrice statunitense
- 18 luglio - Emma D'Aquino, giornalista italiana
- 18 luglio - Nadia Muscialini, psicologa, psicoanalista e attivista italiana
- 18 luglio - Alberto Nassetti, aviatore italiano († 1994)
- 18 luglio - Kathrin Neimke, ex pesista tedesca
- 18 luglio - Dan O'Brien, ex multiplista statunitense
- 19 luglio - Nancy Carell, attrice, comica e scrittrice statunitense
- 19 luglio - Roberto Gualtieri, politico e storico italiano
- 19 luglio - Lucrezia Lante della Rovere, attrice e ex modella italiana
- 19 luglio - Tim Leiper, allenatore di baseball statunitense
- 19 luglio - Massimiliano Plinio, doppiatore italiano
- 20 luglio - Chiara Amirante, scrittrice italiana
- 20 luglio - Pedro Barny, allenatore di calcio e ex calciatore portoghese
- 20 luglio - Thomas Borchert, attore teatrale, cantante e compositore tedesco
- 20 luglio - Michael Gordon, compositore statunitense
- 20 luglio - Stone Gossard, compositore e chitarrista statunitense
- 20 luglio - Indunil Janakaratne Kodithuwakku Kankanamalage, presbitero singalese
- 20 luglio - Andreas Krieger, ex pesista e discobolo tedesco
- 20 luglio - Silvio Lai, politico italiano
- 20 luglio - Tracey McFarlane, ex nuotatrice statunitense
- 20 luglio - Enrique Peña Nieto, politico messicano
- 20 luglio - Fredi Radojkovič, allenatore di pallamano e ex pallamanista sloveno
- 20 luglio - Leonid Soybelman, musicista e compositore moldavo
- 20 luglio - Valentina Tauceri, ex mezzofondista italiana
- 21 luglio - Edwin Ernesto Ayala, avvocato e giornalista salvadoregno
- 21 luglio - Raffaele Ferraro, militare italiano
- 21 luglio - Bruce Gilley, politologo statunitense
- 21 luglio - Dalibor Jenis, baritono slovacco
- 21 luglio - Enrico Lando, regista e sceneggiatore italiano
- 21 luglio - Darryl Middleton, allenatore di pallacanestro e ex cestista statunitense
- 21 luglio - Kenny Murphy, ex rugbista a 15 e dirigente sportivo irlandese
- 21 luglio - Larisa Neiland, ex tennista lettone
- 21 luglio - Sarah Waters, scrittrice gallese
- 21 luglio - Tsering Woeser, attivista, blogger e scrittrice tibetana
- 21 luglio - Zheng Xiulin, ex cestista cinese
- 22 luglio - Tim Brown, ex giocatore di football americano statunitense
- 22 luglio - Javier García-Chico, ex astista spagnolo
- 22 luglio - Fabrizia Giuliani, filosofa, politica e scrittrice italiana
- 22 luglio - Jamie McShane, attore statunitense
- 22 luglio - Ney Franco, allenatore di calcio brasiliano
- 22 luglio - Nicolas Tabary, fumettista e grafico francese
- 22 luglio - Stefano Tosi, ex cestista italiano
- 22 luglio - Anna Wood, ex canoista olandese
- 23 luglio - Joan Barbarà, ex calciatore e allenatore di calcio spagnolo
- 23 luglio - Uwe Fuchs, allenatore di calcio e ex calciatore tedesco
- 23 luglio - Laura Garavini, politica e attivista italiana
- 23 luglio - Maria Letizia Gorga, attrice italiana
- 23 luglio - Birthe Hegstad, ex calciatrice norvegese
- 23 luglio - Simona Levi, drammaturga e regista teatrale spagnola
- 23 luglio - Hamid Mir, giornalista pakistano
- 23 luglio - Emidio Morganti, ex arbitro di calcio italiano
- 23 luglio - Jacek Podgórski, ex giocatore di calcio a 5 polacco
- 23 luglio - Lorenz Schindelholz, bobbista svizzero
- 23 luglio - Stanislav Tarasenko, ex lunghista russo
- 23 luglio - Michele Vendruscolo, fisico e chimico italiano
- 23 luglio - Micheal Williams, ex cestista statunitense
- 23 luglio - Javad Zarincheh, ex calciatore iraniano
- 24 luglio - Ilarion Alfeev, arcivescovo ortodosso, teologo e compositore russo
- 24 luglio - Federico Bonadonna, scrittore e antropologo italiano
- 24 luglio - Giovanna Bonazzi, ex mountain biker italiana
- 24 luglio - Igor Gočanin, ex pallanuotista jugoslavo
- 24 luglio - Aminatou Haidar, attivista sahrāwī
- 24 luglio - Jørn Jamtfall, allenatore di calcio e ex calciatore norvegese
- 24 luglio - Martin Keown, ex calciatore inglese
- 24 luglio - Uwe Leifeld, ex calciatore tedesco
- 24 luglio - Mo-Do, cantante e modello italiano († 2013)
- 24 luglio - Javad Owji, politico e ingegnere iraniano
- 24 luglio - Maroš Šefčovič, politico slovacco
- 24 luglio - Jens Wahl, ex calciatore tedesco orientale
- 25 luglio - Eduardo Castro, allenatore di hockey su pista spagnolo
- 25 luglio - Jaume Fort, ex pallamanista spagnolo
- 25 luglio - Michael Gray, disc jockey britannico
- 25 luglio - Darren Jackson, ex calciatore scozzese
- 25 luglio - Elke Jeinsen, modella tedesca
- 25 luglio - Ashraf Kasem, allenatore di calcio e ex calciatore egiziano
- 25 luglio - Lynda Lemay, cantautrice canadese
- 25 luglio - Dario Levanto, allenatore di calcio e ex calciatore italiano
- 25 luglio - Ricardo López, ex pugile messicano
- 25 luglio - Josef Nuzík, arcivescovo cattolico ceco
- 25 luglio - Freddy Romano, ex sciatore freestyle italiano
- 25 luglio - Wataru Takagi, doppiatore giapponese
- 25 luglio - Sayuri Yamaguchi, ex calciatrice giapponese
- 26 luglio - Pascal Breuer, attore e doppiatore francese
- 26 luglio - Anna Rita Del Piano, attrice e regista teatrale italiana
- 26 luglio - Angelo Di Livio, ex calciatore italiano
- 26 luglio - Youssouf Falikou Fofana, ex calciatore ivoriano
- 26 luglio - Derek Frigo, chitarrista statunitense († 2004)
- 26 luglio - Rossano Marchi, costumista italiano
- 26 luglio - Todd Mitchell, ex cestista statunitense
- 26 luglio - Pampos Pittas, ex calciatore cipriota
- 26 luglio - Andrej Smirnov, ex pentatleta bielorusso
- 27 luglio - Andrea Camplone, allenatore di calcio e ex calciatore italiano
- 27 luglio - Bruno Carabetta, ex judoka francese
- 27 luglio - Tamás Deutsch, politico ungherese
- 27 luglio - Thierry Devergie, ex rugbista a 15 e ex rugbista a 13 francese
- 27 luglio - Christer Lindholm, pilota motociclistico svedese
- 27 luglio - Steve Tilson, allenatore di calcio e ex calciatore inglese
- 28 luglio - Liz Cheney, politica statunitense
- 28 luglio - Alessio Cigliano, doppiatore, direttore del doppiaggio e dialoghista italiano
- 28 luglio - Stefano Dianda, ex calciatore italiano
- 28 luglio - Grzegorz Filipowski, ex pattinatore artistico su ghiaccio polacco
- 28 luglio - Mette Gjerskov, politica danese († 2023)
- 28 luglio - Marina Klimova, ex danzatrice su ghiaccio sovietica
- 28 luglio - Andy Legg, ex calciatore e allenatore di calcio gallese
- 28 luglio - Miguel Ángel Nadal, ex calciatore e allenatore di calcio spagnolo
- 28 luglio - Gerald Olszewski, ex giocatore di football americano e allenatore di football americano tedesco
- 28 luglio - Udo Riglewski, ex tennista tedesco
- 28 luglio - Gilbert Saboya Sunyé, politico andorrano
- 28 luglio - Daniela Scarlatti, attrice italiana
- 28 luglio - Paul Simpson, allenatore di calcio e ex calciatore inglese
- 29 luglio - Troels Bech, allenatore di calcio, dirigente sportivo e ex calciatore danese
- 29 luglio - Debbie Black, ex cestista e allenatrice di pallacanestro statunitense
- 29 luglio - Rebecca Gomperts, medico olandese
- 29 luglio - Natxo González, allenatore di calcio spagnolo
- 29 luglio - Arturo Guidoni, militare italiano
- 29 luglio - Sally Gunnell, ex ostacolista e velocista britannica
- 29 luglio - Ingrid Haralamow, ex canottiera svizzera
- 29 luglio - Richard Steven Horvitz, attore e doppiatore statunitense
- 29 luglio - Jeff Kollman, chitarrista statunitense
- 29 luglio - Martina McBride, cantautrice statunitense
- 29 luglio - Suzie McConnell, ex cestista e allenatrice di pallacanestro statunitense
- 29 luglio - Edward Motale, ex calciatore sudafricano
- 29 luglio - Juan Antonio Orenga, ex cestista e allenatore di pallacanestro spagnolo
- 29 luglio - Erik Sandin, batterista statunitense
- 29 luglio - José-Apeles Santolaria de Puey y Cruells, presbitero, conduttore televisivo e giornalista spagnolo
- 30 luglio - Flavia Astolfi, cantante, ballerina e attrice italiana
- 30 luglio - Murilo Bustamante, artista marziale misto brasiliano
- 30 luglio - Byun Jin-sub, cantautore sudcoreano
- 30 luglio - Gabriella Carrel, ex fondista italiana
- 30 luglio - Alex Farolfi, disc jockey italiano
- 30 luglio - Kerry Fox, attrice neozelandese
- 30 luglio - Craig Gannon, chitarrista britannico
- 30 luglio - London LeGrand, cantante statunitense
- 30 luglio - Sean Patrick Maloney, politico e avvocato statunitense
- 30 luglio - Dario Rando, ex ciclista su strada italiano
- 30 luglio - Veronika Wallinger, ex sciatrice alpina austriaca
- 30 luglio - White Town, cantante indiano
- 31 luglio - Dean Cain, attore statunitense
- 31 luglio - Ivan Conov, ex lottatore bulgaro
- 31 luglio - Valdas Ivanauskas, allenatore di calcio e ex calciatore sovietico
- 31 luglio - Neri Marcorè, attore, imitatore e doppiatore italiano
- 31 luglio - Kevin Martin, giocatore di curling canadese
- 31 luglio - Yoshiyuki Matsuyama, ex calciatore giapponese
- 31 luglio - Plamen Petrov, ex cestista bulgaro
- 31 luglio - Andrea Poggi, allenatore di calcio e ex calciatore italiano
- 31 luglio - Evgenij Soloženkin, scacchista russo
- 31 luglio - Jim True-Frost, attore statunitense